# Scoliacma apiciplaga
Scoliacma apiciplaga är en fjärilsart som beskrevs av Rothschild 1913. Scoliacma apiciplaga ingår i släktet Scoliacma och familjen björnspinnare. Inga underarter finns listade.